# Јосеф Кус
Јосеф Кус (чеш. Josef Kus; Праг, 1. јун 1921 − Шумперк, 23. јул 2005) био је чехословачки хокејаш на леду који је играо на позицији деснокрилног нападача.
Био је члан златне чехословачке генерације која је освојила прву титулу светских првака на светском првенству 1947. у Прагу. За репрезентацију је одиграо свега 9 утакмица током три сезоне и постигао 5 погодака.
Највеће успехе у клупској каријери остварио је у дресу екипе ЛТЦ Праг са којом је освојио четири титуле националног првака (у сезонама1941/42, 1943/44, 1945/46. и 1946/47), а пету и последњу титулу националног првака освојио је са прашком Спартом у сезони 1952/53.
По окончању играчке каријере радио је као тренер у неколико клубова, између осталих у аустријском Клагенфурту и југословенском Цељу.